# Partidul Nostru
Partidul Nostru (russisch Наша партия) ist eine moldauische politische Partei. Die ursprünglich 1994 gegründete Partei wird seit 2014 vom Unternehmer Renato Usatîi geleitet. Seit der Übernahme durch Usatîi veränderte die ehemalige Kleinpartei ihr inhaltliches Profil und stieg zu einer der führenden Kräfte des Landes auf. Sie vertritt seither EU-skeptische und pro-russische Positionen.

## Geschichte
Die Partei wurde 1994 als Partidul Țărănesc Creștin Democrat din Moldova (Christdemokratische Bauernpartei Moldaus) gegründet. Bei den Lokalwahlen errang man 1995 fast 19,7 % der Stimmen und stellte zahlreiche Bürgermeister. Ein Einzug ins Parlament gelang 1998 als die Partei Teil des Wahlblocks "Demokratische Versammlung Moldaus" war. Zu diesem Zeitpunkt vertrat sie eher pro-westliche, nationalkonservative Positionen. 2001 scheiterte der Wiedereinzug ins Parlament mit 0,3 % der Stimmen. 2004 wurde Nicolae Andronic neuer Vorsitzender der Partei, 2005 wurde die Partei in Partidul Popular Republican umbenannt. Der Einzug ins Parlament scheiterte 2005 mit 1,37 % der Stimmen erneut deutlich, wenngleich die Partei in der Lokalpolitik weiterhin eine gewisse Rolle spielte. 2010 erreichte die Partei ihren Tiefpunkt als man bei den Parlamentswahlen lediglich 0,12 % der Stimmen erlangte.

### Neustart unter Renato Usatîi
2014 trat der Unternehmer Renato Usatîi der Partei bei und übernahm kurz darauf deren Führung. Usatîi hatte mehr als ein Jahrzehnt in Russland gelebt, war dort vermögend geworden und kurz zuvor nach Moldau zurückgekehrt. Die Partei ist seither stark auf die Person Usatîis zugeschnitten, der besonders unter jüngeren Leuten große Popularität genießt. Bei den Parlamentswahlen 2014 wurde die Partei, die in Umfragen bei über 10 % lag, wenige Tage vor der Wahl von dieser ausgeschlossen – offiziell wegen nicht deklarierter Parteispenden. Usatîi vermutete dahinter ein politisches Motiv und legte Berufung dagegen ein, welche jedoch einen Tag vor der Wahl definitiv abgelehnt wurde.
Im In- wie im Ausland wurde diese Entscheidung kritisiert, so etwa von der amerikanischen Botschaft in Chișinău, dem deutschen Bundestagsabgeordneten Andrej Hunko, dem Kopf der EU-Delegation in Moldau, Pirkka Tapiola, sowie vom Vorsitzenden des moldauischen Verfassungsgerichts. Die Partei war daher nicht im Parlament vertreten.
Bei den Lokalwahlen 2015 erreichte die Partidul Nostru 11,15 % der Stimmen. Den größten Erfolg erzielte man in Bălți, der zweitgrößten Stadt des Landes, wo Usatîi mit 72,5 % der Stimmen zum Bürgermeister gewählt wurde. Bei den Protesten gegen die moldauische Regierung ab September 2015 übernahm die Partidul Nostru gemeinsam mit den Sozialisten und der Bürgerplattform "Demnitate şi Adevăr" die Führungsrolle. Im Oktober 2015 wurde Usatîi für mehrere Tage verhaftet, nachdem er einen Telefonmitschnitt veröffentlichte, der eine Verwicklung von Vlad Filat in Korruptionsaffären belegen sollte.
Bei einer Umfrage vom Dezember 2015 war die Partidul Nostru stärkste politische Kraft des Landes.
Bei den Parlamentswahl in der Republik Moldau 2019 erreichte die Partei lediglich 2,95 % der Stimmen und ist deswegen auch weiterhin nicht im Parlament vertreten.

## Positionen
Die Partei gilt im Allgemeinen als pro-russisch und EU-skeptisch. Wahlplakate der Partidul Nostru werden im Allgemeinen zweisprachig auf Rumänisch und Russisch gedruckt. Usatîi bezeichnet sich selbst hingegen als "pro-moldauisch", was sich in erster Linie auf seine Gegnerschaft einer Vereinigung mit Rumänien bezieht.